# Regé-Jean Page
Regé-Jean Page, född 24 januari 1988 i London, är en brittisk skådespelare.
Page har bland annat medverkat i TV-serien Familjen Bridgerton och filmerna Dungeons & Dragons: Honor Among Thieves och The Gray Man.

## Filmografi (i urval)
- 2020 – Familjen Bridgerton (TV-serie)
- 2022 – The Gray Man
- 2023 – Dungeons & Dragons: Honor Among Thieves
- 2025 – Black Bag